# Yekaterina Rybolóvleva
Yekaterina Dmítrievna Rybolóvleva (en ruso: Екатерина Дмитриевна Рыболовлева; Perm, Rusia; 4 de junio de 1989) es una empresaria y socialite rusa. Es la hija del también empresario Dmitri Rybolóvlev. Es una gran competidora en competiciones ecuestres alrededor del mundo, también es propietaria de varias empresas y propiedades, incluidas las de las islas de Skorpios y Sparti. Su padre es el presidente del club de fútbol AS Monaco FC.
En 2015 se casó con el empresario uruguayo Juan Sartori.

## Carrera ecuestre
Después de muchos años de instrucción, el 17 de marzo de 2007, Rybolóvleva participó en la competencia de saltos de Officiel d’Evordes, donde se ubicó en la primera ronda R2 / L2. En agosto de 2007, participó en un concurso de salto de salto en Verbier, donde obtuvo la tercera posición R3 / M. En 2008, se ubicó en la primera ronda E3 / M1 en el Officiel d’Evordes, montando a su yegua, Eole Perruques.
Participó por primera vez en los Masters de Gucci en 2009, y se convirtió en ganadora en diciembre de 2010, con Malin Baryard-Johnsson después de tocar la música de Boney M's. Rasputin. En 2011, participó en el nuevo Gucci Masters con Kevin Staut, con la coreografía de Moulin Rouge.

## Adquisiciones y propiedades
En 2011, un fideicomiso que actuaba en beneficio de Rybolóvleva adquirió un apartamento de 627 metros cuadrados en Nueva York por $ 88 millones. El precio del apartamento del ático en 15 Central Park West era, en el momento de la transacción, un récord para la ciudad.
El apartamento sirvió como hogar de Rybolóvleva en los Estados Unidos cuando asistía a clases en la Escuela de Extensión de Harvard.
En 2013, una compañía perteneciente a un fideicomiso que actuaba en interés de Rybolóvleva completó la compra de un grupo de compañías que anteriormente era propiedad de Athina Onassis, la nieta del magnate del transporte Aristóteles Onassis. Entre los activos de este grupo de compañías se encontraban las islas de Skorpios y Sparti. La isla de Skorpios se hizo famosa por la boda de Aristóteles Onassis con Jackie Kennedy que se llevó a cabo en 1968. Rybolóvleva dijo que ve la adquisición de las islas como una "inversión financiera a largo plazo" que planea desarrollar usando "tecnología ecológica" Sparti es una isla deshabitada a 2 km al norte de Skorpios.
El alcalde de la vecina Lefkada, Costas Aravanis, dijo a la estación de televisión francesa TF1 en junio de 2014 que la inversión de Rybolóvleva, no solo en Skorpios sino en la región en general, era "una buena noticia para la economía local". Ha dado la bienvenida a la familia a la isla y cree que tendrán un impacto positivo en el bienestar de los habitantes locales.
Onassis declaró en su testamento que la isla permanecería en la familia siempre que pudieran cubrir sus gastos de mantenimiento. Según el testamento, si sus descendientes no pudieran cubrir los gastos, la isla sería donada a Olympic Airways o al estado. Por lo tanto, la isla ahora está arrendada a la heredera durante 99 años, aún bajo la propiedad de Athina Onassis Rousel.
La propiedad de Rybolóvleva de algunos activos, incluido el apartamento de Nueva York y Skorpios, ha sido cuestionada por su madre, Elena, como parte de un caso de divorcio en curso que involucra a sus padres. Sin embargo, en un fallo importante en mayo de 2014, un tribunal de Ginebra confirmó la validez de las estructuras de fideicomiso a través de las cuales Rybolóvleva posee estos activos, lo que significa que son inmunes al desafío legal en el caso.
Rybolóvleva le dijo al Paris Match en mayo de 2014 que planeaba celebrar una reunión en Skorpios de alrededor de cien amigos para celebrar su 25 cumpleaños.

## Filantropía
Rybolóvleva reveló en la misma entrevista al Paris Match de mayo de 2014 que ella ha establecido una fundación dedicada al bienestar de los niños, en particular los que tienen discapacidades. En junio de 2014, celebró un evento en la isla de Skorpios para celebrar su 25 cumpleaños. En lugar de aceptar regalos para su cumpleaños, Rybolóvleva solicitó a sus invitados que hicieran una donación a varias organizaciones benéficas para niños en Lefkada, a través de su fundación.